# Hyperkaliëmie
Hyperkaliëmie is een te hoge concentratie kalium in het bloed.  Een te hoog kalium kan verschillende symptomen hebben, waarvan de belangrijkste spierverlamming (paralyse) en hartritmestoornissen zichtbaar zijn op een ECG.
Afhankelijk van de kaliumconcentratie in het bloed wordt gesproken over hypokaliëmie (te lage concentratie), van een normale concentratie, of van hyperkaliëmie (te hoge concentratie). Zie de tabel:
| Kaliumconcentratie | Classificatie              |
| ------------------ | -------------------------- |
| < 2,5 mmol/L       | ernstige hypokaliëmie      |
| 2,5-3,5 mmol/L     | milde hypokaliëmie         |
| 3,5-5,0 mmol/L     | normale kaliumconcentratie |
| > 5 mmol/L         | hyperkaliëmie              |

## Fysiologie
Kalium is in het lichaam een van de elektrolyten (zoals natriumionen, chlorideionen en bicarbonaationen).
Het speelt een belangrijke rol in het lichaam zoals bij signaaloverdracht in zenuwen, aanmaak van eiwitten en aanmaak van glycogeen. Anders dan bij natrium bevindt maar 2% van het totale lichaamskalium zich buiten de cellen en de kaliumconcentratie in het bloed is dan ook relatief laag (3,5-5,0 mmol/L). Binnen de cellen is de concentratie vele malen hoger (140 mmol/L). Deze verhouding moet door de natrium-kaliumpomp in stand gehouden worden. Deze pompen kunnen beïnvloed worden door onder andere insuline, waardoor het kalium in de cel gaat. Opname van kalium verloopt via het maag-darmstelsel en uitscheiding via de nieren. De balans tussen opname en uitscheiding wordt in de nieren en de darm gereguleerd door het hormoon aldosteron.

## Oorzaken
De oorzaken van een hyperkaliëmie kunnen worden onderverdeeld in verschillende categorieën:

### Een vals verhoogd kalium (pseudohyperkaliëmie)
Dit komt veel voor bij een gestuwde bloedafname. Wanneer er te lang gestuwd is met behulp van een stuwband, kan er geringe hemolyse optreden. Bij hemolyse gaan de bloedcellen kapot en komt er kalium van binnen de cel vrij. Hierdoor is het kalium in het bloed van de bloedafname verhoogd, maar in het lichaam is de kaliumconcentratie normaal. Ook kan er een vals verhoogd kalium zijn wanneer er te veel trombocyten (trombocytose), te veel leukocyten (leukocytose) of myeloproliferatieve afwijkingen in het bloed aanwezig zijn.

### Veranderde verdeling (redistributie)
Bij spierverval (rabdomyolyse), hemolyse en tumornecrose gaan er veel cellen kapot en komt er veel kalium van binnen de cel vrij, waardoor de kaliumconcentratie buiten de cel stijgt.
Door een tekort aan insuline is de werking van de natrium-kaliumpomp verminderd en kan deze de verhouding binnen en buiten de cel niet handhaven. Ook kan een acidose een hyperkaliëmie veroorzaken. Door toename van H+ ionen (waterstofionen) in het bloed wordt H+ geruild met kalium vanuit de cellen. Er gaat veel H+ de cel in en veel kalium de cel uit, hierdoor verandert de verdeling en ontstaat er hyperkaliëmie buiten de cel.

### Tekorten aanmineralocorticoïdeactiviteit

Engelstalige schematische weergave van hoe het renine-angiotensine-aldosteronsysteem werkt

Aldosteron (een mineraalcorticoïd) zorgt voor meer terugresorptie van water en natrium door activatie van natriumkanalen in de celmembraan in de distale tubulus van de nier. Een Na/K-ATPase pompt aan de basolaterale zijde van de cel dan het natrium uit de cel en het water volgt deze beweging. Deze antidiuretische werking doet het bloedvolume vergroten en de bloeddruk stijgen. Aldosteron maakt deel uit van het RAAS: het renine-angiotensine-aldosteron-systeem. Een tekort aan aldosteron veroorzaakt een hyperkaliëmie. Oorzaken van een tekort aan aldosteron zijn: ziekte van Addison, aangeboren bijnierhyperplasie, chronische nefropathieën (o.a. diabetische nefropathie) en oudere leeftijd.

### Verminderde gevoeligheid voor mineralocorticosteroïde werking
Deze verminderde gevoeligheid voor mineralocorticosteroïde werking komt voor bij genetische (pseudo)hypoaldosteronisme (type I – salt wasting, type II – hypertensieve vorm (syndroom van Gordon)) interstitiële nierziekte en obstructie van de urinewegen (hyperkaliëmische distale renale tubulaire acidose).

### Veroorzaakt door medicijnen
- Medicijnenen die de werking van de natrium-kaliumpomp veranderen: β-blokkers, digoxine, hyperosmolaire oplossingen (mannitol, glucose), suxamethonium en intraveneuze kationische aminozuren.
- Kaliumbevattende medicijnen: kaliumsupplementen, zoutvervangers en geneeskundige kruiden (alfalfa, paardenbloem, paardestaart, kroontjeskruid, brandnetel).
- Medicijnen die de aldosteronsecretie verminderen: ACE-remmers, angiotensine II-receptorantagonisten, renineremmers, β-blokkers, NSAID’s, heparine, antischimmelmedicatie (ketoconazol, fluconazol, itraconazol), ciclosporine, tacrolimus, octreotide en somatostatine.
- Medicijnen die direct invloed hebben op binding van het aldosteron aan de mineralocorticoïd receptor: spironolacton, eplerenon en drospirenon.
- Medicijnen die de activiteit van het epitheliale kaliumkanaal beïnvloeden: kaliumsparende diuretica (amiloride, triamtereen), trimethoprim en pentamidine.

## Symptomen
Meestal zijn er bij een hyperkaliëmie geen symptomen. Soms zijn er echter symptomen van:
- Slapheid (myasthenie)
- Benauwdheid (dyspneu)
- Lage bloeddruk (hypotensie)
- Lage hartslag (bradycardie)
- Afwijkingen op het hartfilmpje (elektrocardiogram-afwijkingen)

## Diagnostiek
Om de oorzaak van de hyperkaliëmie te bepalen wordt er eerst een anamnese afgenomen. Naar aanleiding van de anamnese kunnen er verschillende onderzoeken worden gedaan. Een urineonderzoek kan vaak aantonen of er te weinig kalium wordt uitgescheiden. Een bloedgas kan een verstoring van het zuur-base-evenwicht in het bloed aantonen. Samen met onderzoeken in het bloed (aldosteron, glucose, creatinine, calcium, bicarbonaat, leukocyten en trombocyten) kan vaak de oorzaak van de hyperkaliëmie worden vastgesteld.

## Behandeling
In acute situaties (bijvoorbeeld in geval van ernstige hartritmestoornissen) moet eerst de celmembraan worden gestabiliseerd met behulp van calcium. 1 Gram calciumgluconaat dat via het infuus wordt toegediend geeft vaak voor 3-4uur bescherming tegen hartritmestoornis bij een hyperkaliëmie. Na de membraanstabilisatie kan er op verschillende manieren getracht worden om de kaliumconcentratie te verlagen:
- Veranderen van de verdeling: 
  - Door middel van insuline kan kalium weer in de cel worden opgenomen. Hierdoor daalt de kaliumconcentratie buiten de cel. Twintig eenheden insuline veroorzaakt een daling van 1.0 meq/L kalium in minder dan een uur. Om een hypoglykemie te voorkomen wordt er een glucose infuus bijgegeven van bijvoorbeeld  50 ml 50% glucose.
  - Bij acidose kan natriumbicarbonaat supplementeel gebruikt worden.
- Wegnemen van het overschot door middel van: 
  - Het wegnemen van kalium uit het bloed door middel van dialyse.
  - Het stimuleren van de aanmaak van urine (diurese), bijvoorbeeld door het gebruik van een niet-kalium sparend diureticum (lis- en thiazidediuretica).
  - Harspreparaten zoals Resonium® (natriumpolystyreensulfonaat) en Sorbisterit® (calciumpolystyreensulfonaat) kunnen gebruikt worden in een niet acute hyperkaliëmie.[3][4][5][6]